# Frederick C. Hicks
Frederick Charles Hicks wcześniej Frederick Hicks Cocks (ur. 6 marca 1872 w Westbury, zm. 14 grudnia 1925 w Waszyngtonie) – amerykański polityk, członek Partii Republikańskiej.

## Działalność polityczna
W roku 1914 wygrał wybory i po wyrokach sądowych, w okresie od 4 stycznia 1916 do 3 marca 1923 przez cztery kadencje był przedstawicielem 1. okręgu wyborczego w stanie Nowy Jork w Izbie Reprezentantów Stanów Zjednoczonych.
Jego bratem był William W. Cocks.